# Kraft Schepke
Kraft Schepke (Königsberg, 1934. március 3. – Kiel, 2023. november 12.) olimpiai és Európa-bajnok német evezős.

## Pályafutása
Az ATV Ditmarsia Kiel versenyzője volt. Az 1960-as római olimpián aranyérmes lett a nyolcas versenyszámban társaival, köztük testvérével Frank Schepkével. 1958 és 1961 között az Európa-bajnokságokon három aranyérmet nyert.

## Sikerei, díjai
- Olimpiai játékok – nyolcas
  - aranyérmes: 1960, Róma
- Európa-bajnokság
  - aranyérmes (3): 1958 (kormányos nélküli négyes), 1959 (nyolcas), 1961 (kormányos négyes)